# Parszów
Parszów est une localité polonaise de la gmina de Wąchock, située dans le powiat de Starachowice en voïvodie de Sainte-Croix.